# Stupor mundi (film)
Stupor mundi è un lungometraggio del 1998 diretto da Pasquale Squitieri, tratto dal poema drammatico Ager sanguinis di Aurelio Pes.
Il titolo è un riferimento all'appellativo stupor mundi, con cui era chiamato, in epoca medievale, l'imperatore Federico II di Svevia. Il film, fu voluto dall'allora presidente della Fondazione Federico II, Nicola Cristaldi, per i 900 anni del Parlamento siciliano. Non si tratta, comunque, di una tradizionale biografia dell'imperatore.
Lo storico Giordano Bruno Guerri recita la parte di Pier della Vigna.

## Trama
Una comitiva di turisti in pullman, accompagnata da una guida, fa visita alla tomba di Federico II nella cattedrale di Palermo. I passeggeri si sdoppiano e il regista li fa rivivere come i personaggi di quell'epoca.